# Challenger de Lima 2021
El Challenger de Lima I 2021, denominado por razones de patrocinio Dove Men+Care Lima Challenger, fue un torneo de tenis perteneciente al ATP Challenger Tour 2021 en la categoría Challenger 80. Se trató de la 1.ª edición del torneo en esta categoría perteneciente al circuito Legión Sudamericana, tuvo lugar en la ciudad de Lima (Perú), desde el 27 de septiembre hasta el 3 de octubre de 2021 sobre pistas de tierra batida del Centro Promotor de Tenis de Miraflores.

## Jugadores participantes del cuadro de individuales
| Favorito | País                 | Jugador               | Rank1 | Posición en el torneo    |
| -------- | -------------------- | --------------------- | ----- | ------------------------ |
| 1        | Bandera de Argentina | Francisco Cerúndolo   | 103   | Primera ronda            |
| 2        | Bandera de Argentina | Juan Manuel Cerúndolo | 106   | Cuartos de final, retiro |
| 3        | Bandera de Alemania  | Daniel Altmaier       | 112   | Segunda ronda            |
| 4        | Bandera de Perú      | Juan Pablo Varillas   | 121   | Segunda ronda            |
| 5        | Bandera de Bolivia   | Hugo Dellien          | 141   | CAMPEÓN                  |
| 6        | Bandera de Argentina | Renzo Olivo           | 202   | Cuartos de final         |
| 7        | Bandera de Argentina | Juan Pablo Ficovich   | 236   | Primera ronda            |
| 8        | Bandera de Argentina | Camilo Ugo Carabelli  | 244   | FINAL                    |

- 1 Se ha tomado en cuenta el ranking del 20 de septiembre de 2021.

### Otros participantes
Los siguientes jugadores recibieron una invitación (wild card), por lo tanto ingresan directamente al cuadro principal (WC):
- Gonzalo Bueno
- Conner Huertas del Pino
- Gonzalo Lama

Los siguientes jugadores ingresan al cuadro principal tras disputar el cuadro clasificatorio (Q):
- Nicolás Barrientos
- Carlos Gómez-Herrera
- Johan Nikles
- Jorge Panta

## Campeones

### Individual Masculino
- Hugo Dellien derrotó en la final a  Camilo Ugo Carabelli, 6–3, 7–5

### Dobles Masculino
- Julian Lenz /  Gerald Melzer derrotaron en la final a  Nicolás Barrientos /  Fernando Romboli, 7–6(4), 7–6(3)